# ザ・ガーウィッツ
ザ・ガーウィッツ(The Gurwitz)はアメリカ合衆国のテキサス州で行われている国際ピアノコンクール。前身は、San Antonio International Piano Competitionであったが、AAF加盟後改名した。

## 概要
イタリアのパルマ・ドーロ国際ピアノコンクール・アロイーズ・ヴェッキアート賞と似た仕様で、極小人数参加のピアノコンクールである。しかし、パルマ・ドーロ国際ピアノコンクール・アロイーズ・ヴェッキアート賞とは異なり、2時間以上の演奏時間は求められない。
現行ルールはプレセレクションを経た後、50分、45分の予選の後、12分プラス室内楽のセミファイナルだが、室内楽が委嘱作品である点が注目される。本選会は通常の協奏曲である。

## 2024年の入賞者
- Yungyung Guo, 金賞[3]
- Tatiana Dorokhova, 銀賞
- Young Sun Choi, 銅賞